# سان أندريس إي ساوثيس
بلدية سان أندريس إي ساوثيس (بالإسبانية: San Andrés y Sauces) هي بلدية تقع في مقاطعة سانتا كروث دي تينيريفه التابعة لمنطقة جزر الكناري جنوب غرب إسبانيا.

## الديموغرافيا
بلغ عدد سكان بلدية سان أندريس إي ساوثيس 4.860 نسمة عام 2011 (وفقاً للمعهد الوطني للإحصاء الإسباني).
| 029 | 212 | 071 | 941 | 929 | 880 | 4.860 |

## معرض صور

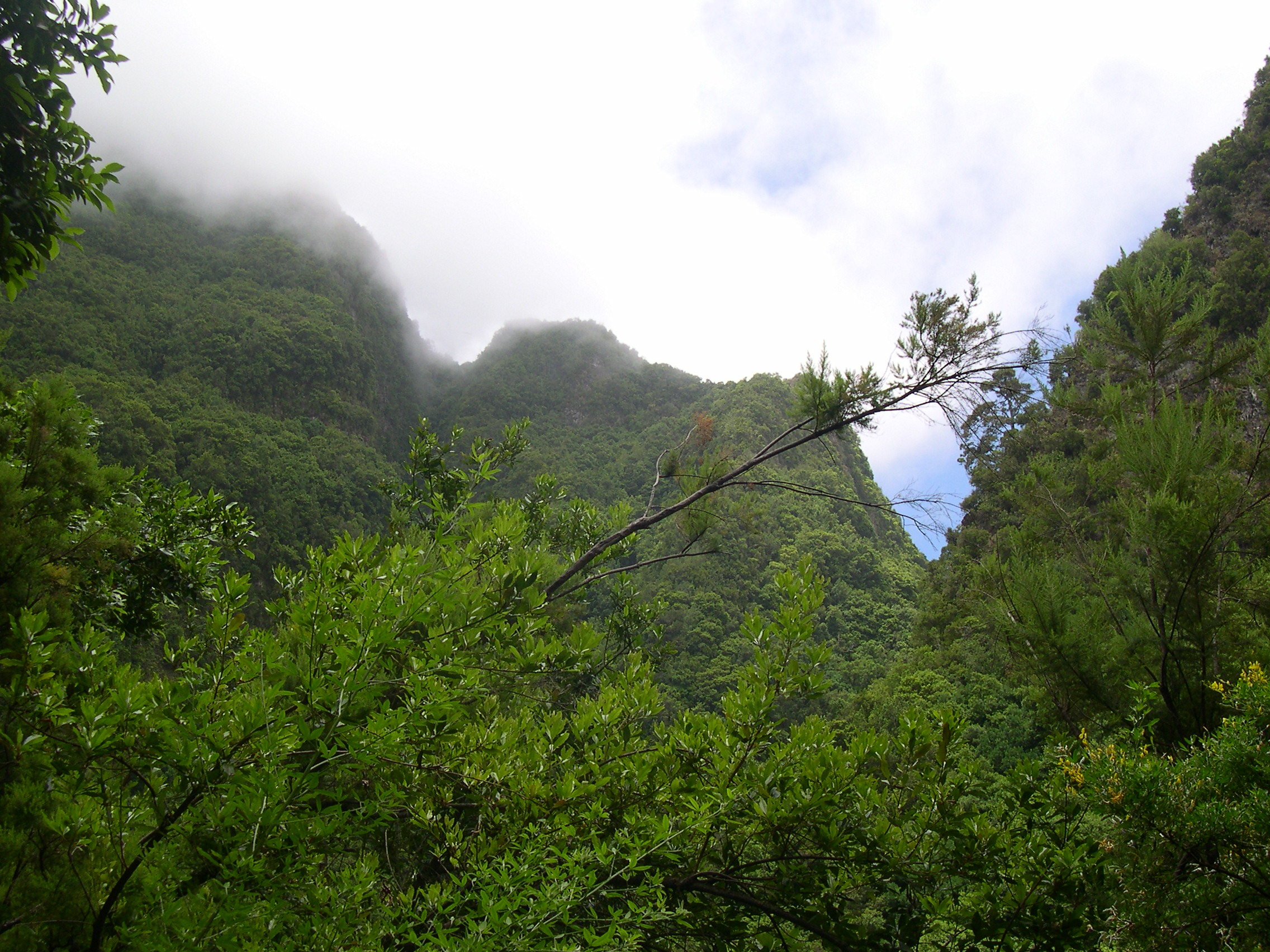
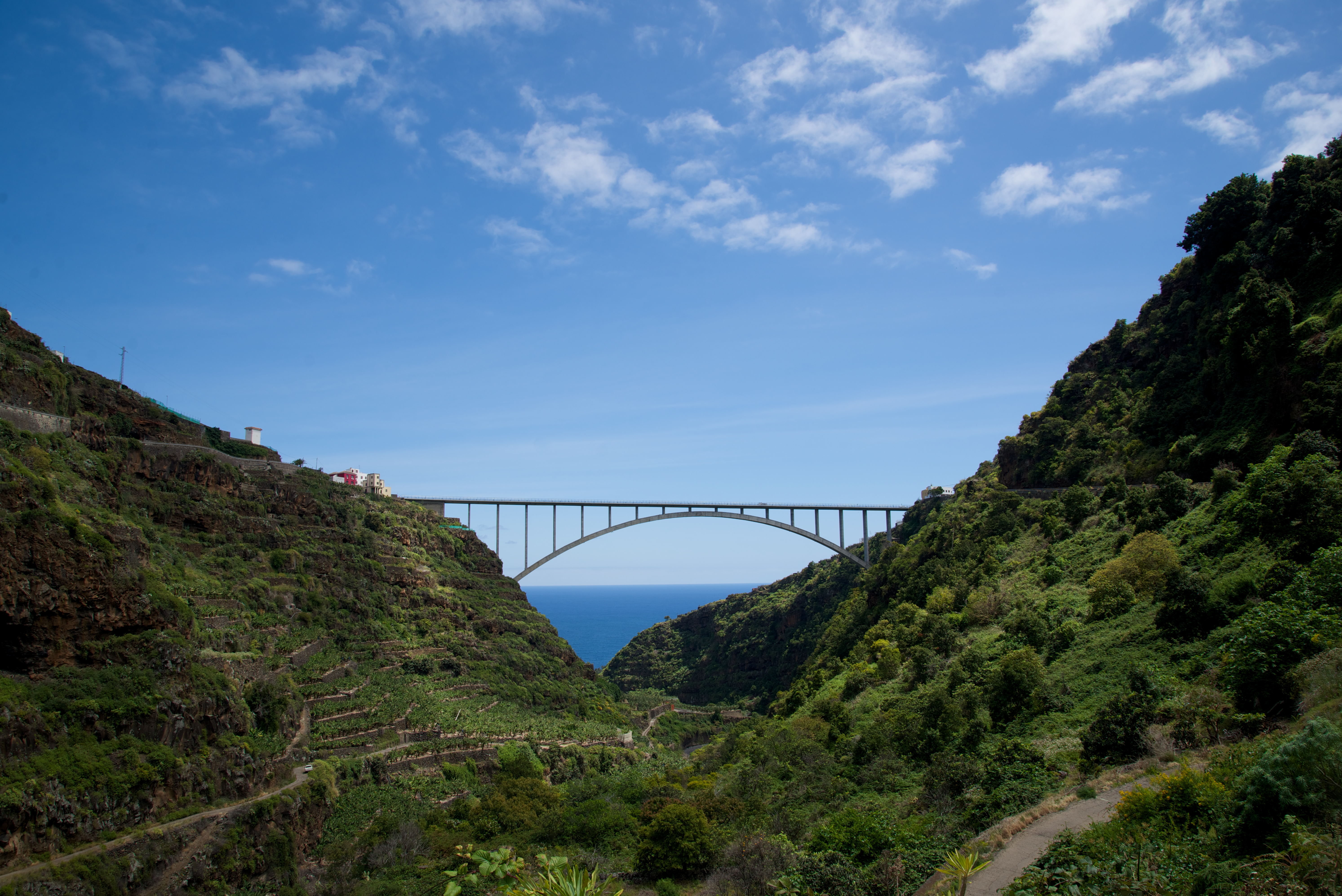
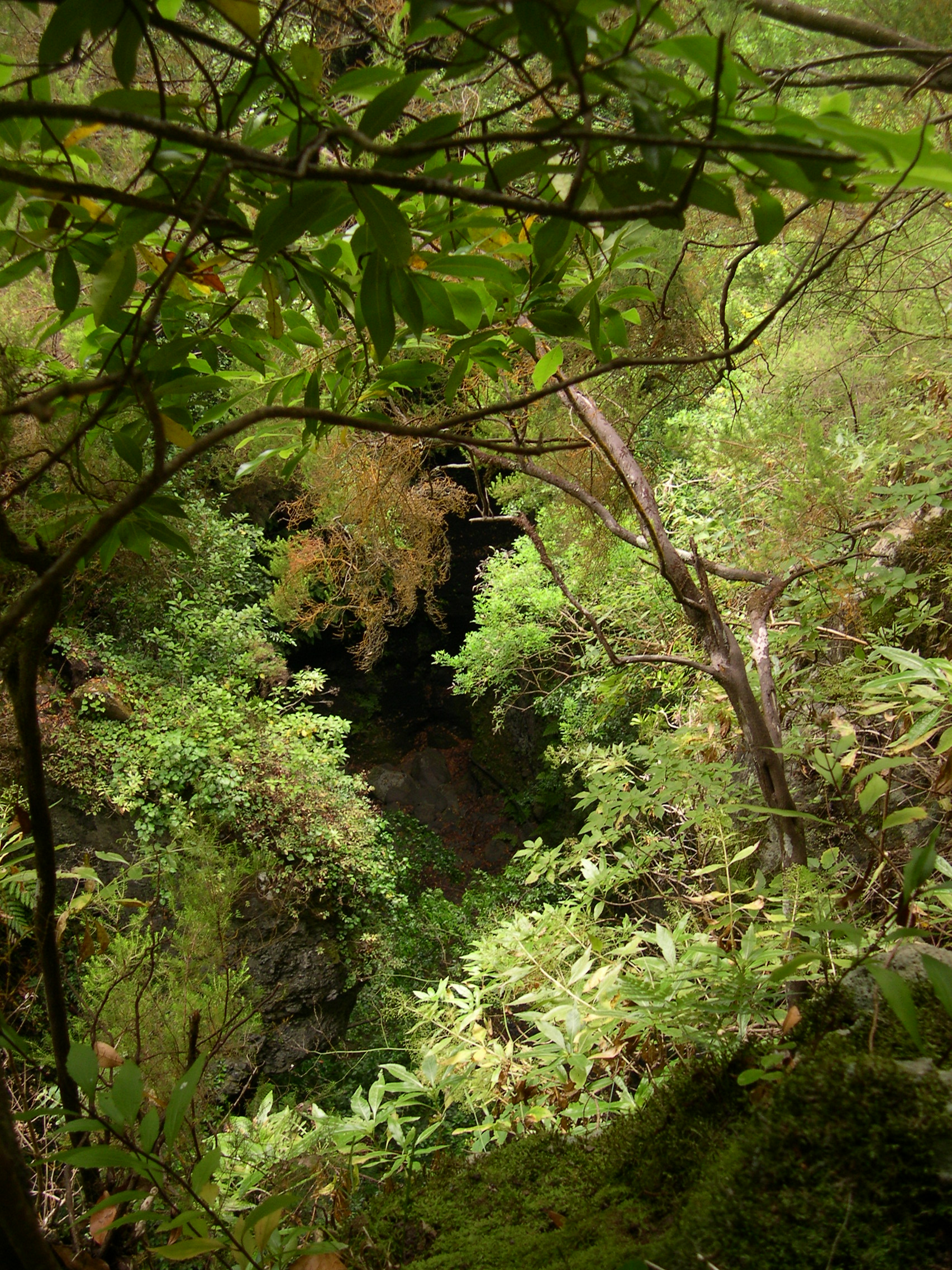
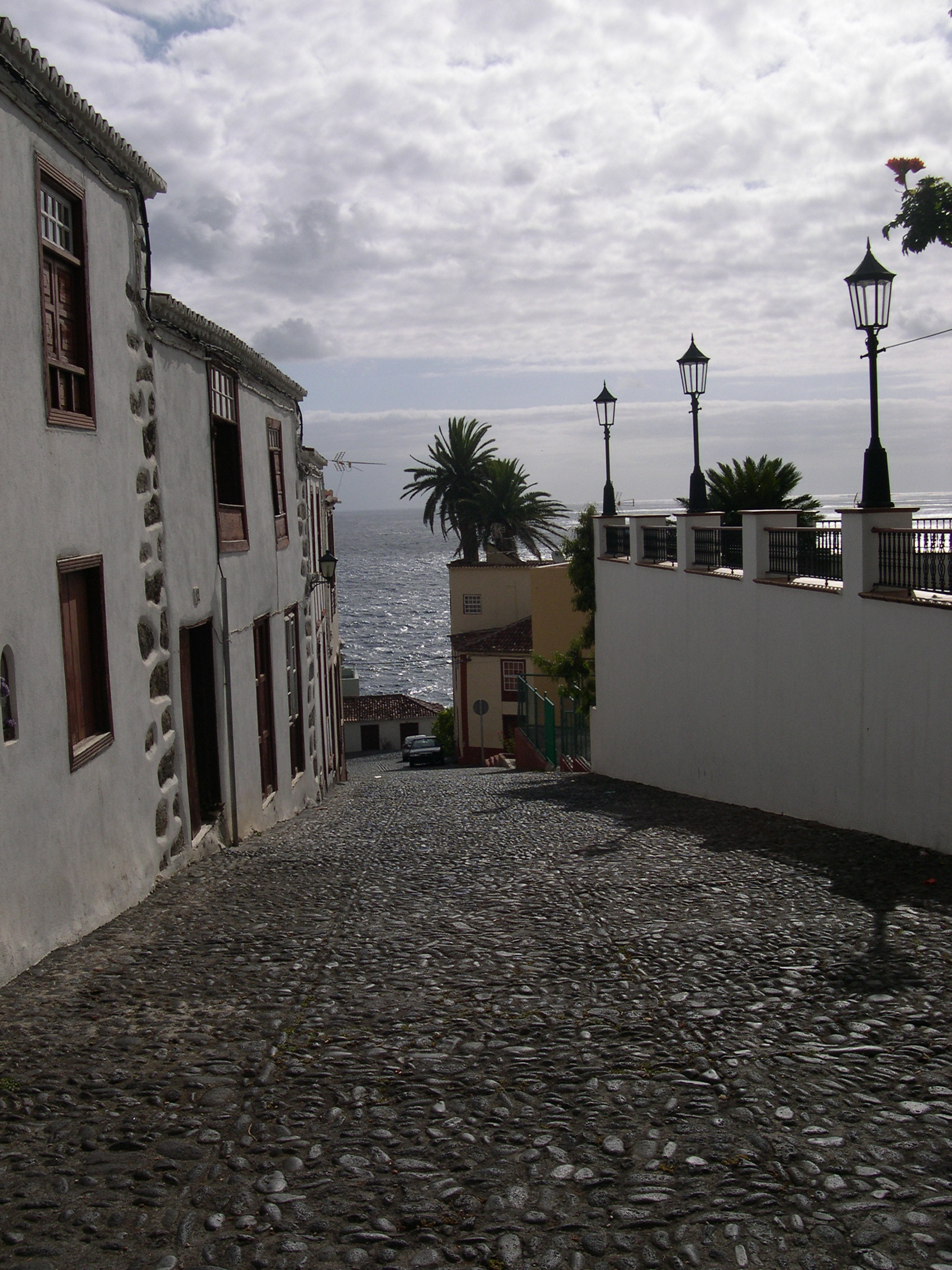
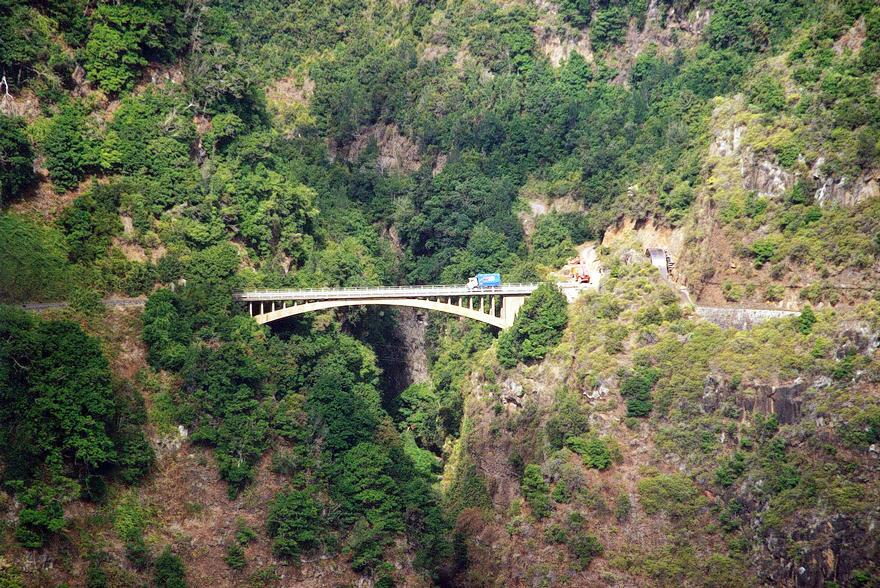